# Фернандо Валенсуела
Фернандо Валенсуела (1948, Іспанія) — іспанський дипломат.

## Біографія
Народився в 1948 році в Іспанії. Ступень магістра права здобув в Університеті Сарагоса, ступінь доктора юридичних наук — в Університеті Парижа II. Проходив додаткові освітні програми у сфері міжнародних відносин і економічної теорії в університетах Парижа і Мадрида.

## Дипломатична діяльність
Професійну кар'єру дипломата почав в МЗС Іспанії в 1974 році, з 1975 по 1977 рік очолював відділ економічних і технічних питань в апараті міністра закордонних справ Іспанії. 
У 1977–1980 роках очолював іспанське генеральне консульство в аргентинському Розаріо (Санта-Фе). У 1980-му повертається в Європу і до 1983 року працює в Парижі на посаді радника постійного представництва Іспанії при Організації економічного співробітництва і розвитку. У 1983 році переводиться в центральний апарат МЗС Іспанії на посаду заступника генерального директора з фінансових і адміністративних питань.
У 1985–1988 роках займає пост генерального директора в кабінеті держсекретаря Іспанії з питань міжнародної співпраці з країнами Латинської Америки. У 1989-1991 роках очолював іспанське Міжнародне агентство з розвитку.
З 1991 по 1996 рік — представник Іспанії при міжнародних організаціях ООН в Женеві, в 1996-1999 роках — посол в Канаді. У 1999 році був спецпредставником генсека ООН в Республіці Македонія.

## На дипломатичній роботі в ЄС
У 1999-2000 роках був координатором програми ЄС «Пакт стабільності для Південно-східної Європи». У 2000 році покинув МЗС Іспанії і перейшов на роботу в структури ЄС. До 2005 року був заступником гендиректора Єврокомісії із зовнішніх зв'язків, з 2005 по 2009 року - глава представництва Єврокомісії при ООН. З жовтня 2009 року очолює представництво Єврокомісії в Москві.